# Saison 2 de Crazy Ex-Girlfriend
Chronologie
Saison 1 Saison 3
Cet article présente le guide des épisodes de la deuxième saison de la série télévisée américaine Crazy Ex-Girlfriend.

## Généralités
- Aux États-Unis, la saison a été diffusée du 21 octobre 2016 au 3 février 2017 sur The CW ;
- Au Canada, elle a été disponible le lendemain sur le site web de Global.
- En France, la saison a été diffusée du 4 juin au 2 juillet 2017 sur Téva.

## Distribution

### Acteurs principaux
- Rachel Bloom (VF : Victoria Grosbois) : Rebecca Bunch
- Vincent Rodriguez III (VF : Martin Faliu) : Josh Chan, le petit ami d'enfance de Rebecca
- Santino Fontana (VF : Julien Allouf) : Greg Serrano (épisodes 1 à 4)[1]
- Donna Lynne Champlin (VF : Marion Posta) : Paula Procter, la collègue de Rebecca
- Pete Gardner (en) (VF : Thierry Wermuth) : Darryl Whitefeather
- Vella Lovell (VF : Ludivine Maffren) : Heather Davis
- Gabrielle Ruiz (en) (VF : Caroline Pascal) : Valencia Perez[2]

### Acteurs récurrents
- David Hull : Josh Wilson, « White Josh » (8 épisodes)
- Steve Monroe : Scott Proctor (8 épisodes)
- Erick Lopez (VF : Thierry Gondet) : Hector (6 épisodes)
- Michael McMillian : Tim (5 épisodes)
- Danny Jolles : George (5 épisodes)
- Esther Povitsky : Maya (5 épisodes)

### Invités
- Gina Gallego (en) : Mme Hernandez, responsable de la communication au cabinet d'avocats (épisodes 1, 8 et 11)
- Burl Moseley : Jim (épisodes 2, 10 et 12)
- Albert Tsai (en) : Xiao Wong[3] (épisode 2)
- Michael Hyatt : Dr Noelle Akopian (épisodes 3, 10 et 13)
- Yael Grobglas : Trina[4] (épisode 4)
- Parvesh Cheena (en) : Sunil Odhav[5] (épisodes 5 à 7, et 12)
- Brittany Snow : Anna Hicks[6] (épisodes 5, 7 et 8)
- Scott Michael Foster (VF : Valéry Schatz) : Nathaniel Plimpton III[7] (épisodes 9 à 13)
- Tovah Feldshuh : Naomi Bunch (épisodes 10, 12 et 13)

## Liste des épisodes

### Épisode 1:Mon tiroir
- États-Unis : 21 octobre 2016 sur The CW[8]
- France : 
  - 4 juin 2017 sur Teva[9]

- États-Unis : 530 000 téléspectateurs[10] (première diffusion)

### Épisode 2:Mon ping-pong émotionnel
- États-Unis : 28 octobre 2016 sur The CW
- France : 
  - 4 juin 2017 sur Teva[11]

- États-Unis : 450 000 téléspectateurs[12] (première diffusion)

### Épisode 3:Mon triangle amoureux
- États-Unis : 4 novembre 2016 sur The CW
- France : 4 juin 2017 sur Teva[13]

- États-Unis : 540 000 téléspectateurs[14] (première diffusion)

### Épisode 4:Mes ex-prits frappeurs
- États-Unis : 11 novembre 2016 sur The CW
- France : 11 juin 2017 sur Teva

- États-Unis : 530 000 téléspectateurs[15] (première diffusion)

### Épisode 5:Mon festival techno
- États-Unis : 18 novembre 2016 sur The CW
- France : 11 juin 2017 sur Teva

- États-Unis : 500 000 téléspectateurs[16] (première diffusion)

### Épisode 6:Ma bande de copines
- États-Unis : 2 décembre 2016 sur The CW
- France : 11 juin 2017 sur Teva

- États-Unis : 600 000 téléspectateurs[17] (première diffusion)

### Épisode 7:Ma nouvelle ennemie
- États-Unis : 9 décembre 2016 sur The CW
- France : 18 juin 2017 sur Teva

- États-Unis : 540 000 téléspectateurs[18] (première diffusion)

### Épisode 8:Mon instinct maternel
- États-Unis : 6 janvier 2017 sur The CW
- France : 18 juin 2017 sur Teva

- États-Unis : 710 000 téléspectateurs[19] (première diffusion)

### Épisode 9:Mes collègues avant tout
- États-Unis : 6 janvier 2017 sur The CW
- France : 18 juin 2017 sur Teva

- États-Unis : 630 000 téléspectateurs[19] (première diffusion)

### Épisode 10:Ma mère 2
- États-Unis : 13 janvier 2017 sur The CW
- France : 25 juin 2017 sur Teva

- États-Unis : 550 000 téléspectateurs[20] (première diffusion)

### Épisode 11:Mon vent mauvais
- États-Unis : 20 janvier 2017 sur The CW
- France : 25 juin 2017 sur Teva

- États-Unis : 570 000 téléspectateurs[21] (première diffusion)

### Épisode 12:Mes préparatifs de mariage
- États-Unis : 27 janvier 2017 sur The CW
- France : 2 juillet 2017 sur Teva

- États-Unis : 590 000 téléspectateurs[22] (première diffusion)

### Épisode 13:Mon jour J
- États-Unis : 3 février 2017 sur The CW[23]
- France : 2 juillet 2017 sur Teva

- États-Unis : 580 000 téléspectateurs[24] (première diffusion)